# Pietro Mattia Pribissa
Pietro Mattia Pribissa war ein römisch-katholischer Bischof.
Pribissa wurde am 23. Juli 1428 zum Bischof von Sarda und am 27. Juli 1428 zum Bischof von Dagne ernannt. Beide lagen im heutigen Albanien und in der damaligen Kirchenprovinz Bar.